# João de Paiva (jesuíta)
Padre João de Paiva foi um jesuíta que exerceu seu ministério na Arquidiocese de São Salvador da Bahia, falecido em 1681 com fama de santidade. Muito venerado pela população já possuia em vida fama de santo, o que foi confirmado conforme a descrição do visitador da Companhia de Jesus:
... todo espírito, sombra de corpo. Assíduo na mortificação e na oração, de dia e de noite. Enquanto teve forças, o seu cuidado foi a caridade com o próximo
Foi confessor do Capitão de Infantaria  Bartolomeu Nabo Correia e teria profetizado a ele que sua filha, que até então tinha aversão à vida consagrada, seria uma grande religiosa. Esta veio a tomar o hábito das irmãs clarissas no Convento de Santa Clara do Desterro em 29 de setembro de 1686 e tornou-se posteriormente a Madre Vitória da Encarnação que também possuia fama de santidade pelos seus dons extraordinários.